# Klaus R. Scherpe
Klaus Rüdiger Scherpe (* 13. Mai 1939 in Berlin) ist ein deutscher Germanist und Hochschullehrer.

## Leben
Scherpe studierte von 1959 bis 1966 Anglistik, Germanistik, Theaterwissenschaft und Publizistik an der FU Berlin. Während dieser Zeit verbrachte er das akademische Jahr 1962/63 als Stipendiat der Fulbright-Kommission an der Stanford University in den USA, wo er 1963 auch den Magister-Abschluss erlangte. 1966 war er als Lektor an der Universität von Princeton beschäftigt, wo er unter anderem eine Tagung der Gruppe 47 betreute. 1967 wurde er an der FU Berlin zum Dr. phil. promoviert.
Von 1968 bis 1970 war er zunächst an der FU Berlin Assistent des Germanisten Eberhard Lämmert, dem er von 1970 bis 1972 auch an die Universität Heidelberg folgte.
Nach einer Lehrstuhlvertretung an der Universität Hamburg zwischen 1972 und 1973 wurde Scherpe 1973 zum Professor für Neuere deutsche Literaturwissenschaft an der FU Berlin berufen, ein Amt, das er bis 1993 ausübte. In diesem Jahr nahm er einen Ruf auf die Professur für Neuere deutsche Literaturwissenschaft (Literatur- und Kulturwissenschaft/Medien) an die Humboldt-Universität zu Berlin an, wo er von 1996 bis 1998 Direktor des Instituts für deutsche Literatur war.
Scherpe nahm zahlreiche Gastprofessuren wahr, so an der Universität Oslo, der Universität Aarhus, am Instituto Orientale in Neapel und an der Nehru University in Neu-Delhi. 1988 war er Gastprofessor an der University of New South Wales in Australien und 1990 Gast des Tateshina Seminars des Japanischen Germanistenverbands. 1991 bis 1992 war er mit einer Förderung durch das Auswärtige Amt Gastprofessor an der Stanford University. In jüngerer Zeit war er unter anderem Gastprofessor in Santa Barbara (Vereinigte Staaten) und in Buenos Aires (Argentinien).

## Herausgeberschaften (Auswahl)
- seit 1972  Begründung und Herausgeberschaft der Reihe „Literatur im historischen Prozeß“  (mit Gert Mattenklott, Neue Folge der Reihe 1982–1990)
- seit 1991  Begründung und Mitherausgeberschaft der Reihe „Literatur, Kultur, Geschlecht. Studien zur Literatur und Kulturgeschichte“ (mit Sigrid Weigel, Inge Stephan)

## Ämter und Auszeichnungen
- seit 1997  Veranstalter (und Begründer) der „Mosse-Lectures“ an der Humboldt-Universität
- 1998–2002  Leiter des DFG-Forschungsprojekts „Literatur- und Kulturgeschichte des Fremden“
- 1992–2000  Fachgutachter der Deutschen Forschungsgemeinschaft
- 2004–2006 Sprecher des Graduiertenkollegs „Codierung von Gewalt im medialen Wandel“ an der Humboldt-Universität